# Crescens
Pour les articles homonymes, voir Crescent.
Tout comme Dioclès, Caius Aelius Gutta Calpurnianus, Crescens était un agitator, c'est-à-dire un conducteur de quadrige. Il était originaire de Maurétanie et a concouru uniquement pour la faction des Bleus (factio veneta).

## Histoire et tradition
Une inscription honorifique (ILS, 5285; CIL VI, 10050) nous apprend que Crescens participa à 686 courses et remporta 47 victoires. Ces victoires se répartissent de cette manière : 19 victoires dans des courses simples (c'est-à-dire une course où prennent part quatre attelages), 23 victoires dans des courses doubles (c'est-à-dire une courses mettant en jeu huit attelages) et finalement 5 victoires dans des courses triples (c'est-à-dire une course faisant concourir douze attelages).
De quelle manière remporta-il ces courses ? Gagna-t-il à la dernière minute, était-il à la tête durant toute la durée de la course ?  Crescens sortit vainqueur une fois d'une course avec handicap, il occupa la tête huit fois et il remonta à la dernière minute 38 fois.
Comme il gagna 47 courses, il empocha une somme assez importante. Celle-ci  s'élève à 1 558 346 sesterces.

## Traduction
« Crescens, cocher de la faction bleue, originaire de Mauritanie, âgé de 22 ans. Il remporta sa première course de quadrige sous le consulat de Lucius Vipstanius Messala lors de l'anniversaire du divin Nerva. Il courut 24 fois avec ses chevaux Circius, Acceptore, Delicatus et Gotynus. Du consulat de Messala au consulat de Glabrio, pour l'anniversaire du divin Claude, il prit part à 686 courses et gagna 47 fois : il remporta 19 victoires dans des courses simples, 23 victoires dans des courses doubles et 5 victoires dans des courses triples. Il gagna avec handicap 1 fois, il occupa la tête huit fois et remonta à la dernière minute 38 fois. Il a été deuxième 130 fois, troisième 111 fois. Ses gains s'élèvent à 1558346 sesterces. »

— ILS, 5285; CIL VI, 10050)

## Sources
ILS, 5285
CIL VI, 10050